# Rineloricaria
Rineloricaria – rodzaj słodkowodnych ryb sumokształtnych z rodziny zbrojnikowatych (Loricariidae). Spotykane w hodowlach akwariowych.

## Występowanie
Kostaryka, Panama i północna oraz środkowa Ameryka Południowa.

## Klasyfikacja
Gatunki zaliczane do tego rodzaju:
| - Rineloricaria aequalicuspis - Rineloricaria altipinnis - Rineloricaria anhaguapitan - Rineloricaria anitae - Rineloricaria aurata - Rineloricaria baliola - Rineloricaria beni - Rineloricaria cacerensis - Rineloricaria cadeae - Rineloricaria capitonia - Rineloricaria caracasensis - Rineloricaria castroi - Rineloricaria catamarcensis - Rineloricaria cubataonis - Rineloricaria daraha - Rineloricaria eigenmanni - Rineloricaria fallax – zbrojnik karłowaty - Rineloricaria felipponei - Rineloricaria formosa - Rineloricaria hasemani - Rineloricaria henselii - Rineloricaria heteroptera - Rineloricaria isaaci - Rineloricaria jaraguensis - Rineloricaria jubata - Rineloricaria konopickyi - Rineloricaria kronei - Rineloricaria lanceolata – zbrojnik lancetowaty - Rineloricaria langei - Rineloricaria latirostris - Rineloricaria lima - Rineloricaria longicauda - Rineloricaria maacki | - Rineloricaria magdalenae - Rineloricaria malabarbai - Rineloricaria maquinensis - Rineloricaria melini - Rineloricaria microlepidogaster – zbrojnik drobnołuski - Rineloricaria microlepidota - Rineloricaria misionera - Rineloricaria morrowi - Rineloricaria nigricauda - Rineloricaria osvaldoi - Rineloricaria pareiacantha - Rineloricaria parva – zbrojnik drobny - Rineloricaria pentamaculata - Rineloricaria phoxocephala - Rineloricaria platyura - Rineloricaria quadrensis - Rineloricaria reisi - Rineloricaria rupestris - Rineloricaria sanga - Rineloricaria setepovos - Rineloricaria sneiderni - Rineloricaria steinbachi - Rineloricaria steindachneri - Rineloricaria stellata - Rineloricaria stewarti - Rineloricaria strigilata - Rineloricaria teffeana - Rineloricaria thrissoceps - Rineloricaria tropeira - Rineloricaria uracantha - Rineloricaria wolfei - Rineloricaria zaina |

Gatunkiem typowym jest Loricaria lima (R. lima).